# Псалом 149
Псалом 149 — 149 псалом із Книги псалмів, гімн, передостанній твір книги.  Перший вірш псалма закликає хвалити Господа співом: «Співайте Господеві нову пісню». Подібно до псалому 95 та псалому 97 («Cantate Domino»), псалом 149 закликає хвалити Бога в музиці та танцях, оскільки він обрав своїх людей і допоміг їм перемогти. Псалом 149 також закликає бути готовим до боротьби.
Псалом є регулярною частиною єврейських, католицьких та англіканських літургій. Він також був часто покладений на музику, наприклад, Антоніном Дворжаком, який поклав на музику цілий псалом для хору та оркестру, Йоганном Себастьяном Бахом, який вибрав тільки три перші вірші для свого мотету «Співайте Господеві нову пісню» (BWV 225). Псалом був також парафразований у гімни. 

## Текст
| Вірш | Гебрейська мова                                    | Давньогрецька мова (Септуаґінта)                                                            | Латинська мова (Вульгата)                                                   | Українська мова (Переклад Хоменка)                                          |
| ---- | -------------------------------------------------- | ------------------------------------------------------------------------------------------- | --------------------------------------------------------------------------- | --------------------------------------------------------------------------- |
| 1    | הַלְלוּ-יָהּ:שִׁירוּ לַיהוָה, שִׁיר חָדָשׁ; תְּהִלָּתוֹ, בִּקְהַל חֲסִידִים    | Αλληλουια. ῎Αισατε τῷ κυρίῳ ᾆσμα καινόν, ἡ αἴνεσις αὐτοῦ ἐν ἐκκλησίᾳ ὁσίων.                 | Alleluia cantate Domino canticum novum laus eius in ecclesia sanctorum      | Алилуя. Співайте Господеві нову пісню, а хвалу йому на зборі праведників.   |
| 2    | יִשְׂמַח יִשְׂרָאֵל בְּעֹשָׂיו; בְּנֵי-צִיּוֹן, יָגִילוּ בְמַלְכָּם            | εὐφρανθήτω Ισραηλ ἐπὶ τῷ ποιήσαντι αὐτόν, καὶ υἱοὶ Σιων ἀγαλλιάσθωσαν ἐπὶ τῷ βασιλεῖ αὐτῶν· | Laetetur Israhel in eo qui fecit eum et filii Sion exultent in rege suo     | Нехай Ізраїль своїм Творцем радіє, нехай своїм царем сини Сіону веселяться! |
| 3    | יְהַלְלוּ שְׁמוֹ בְמָחוֹל; בְּתֹף וְכִנּוֹר, יְזַמְּרוּ-לוֹ               | αἰνεσάτωσαν τὸ ὄνομα αὐτοῦ ἐν χορῷ, ἐν τυμπάνῳ καὶ ψαλτηρίῳ ψαλάτωσαν αὐτῷ,                 | Laudent nomen eius in choro in tympano et psalterio psallant ei             | Хай хвалять його ім'я танком, при бубні й при гарфі хай йому співають.      |
| 4    | כִּי-רוֹצֶה יְהוָה בְּעַמּוֹ; יְפָאֵר עֲנָוִים, בִּישׁוּעָה              | ὅτι εὐδοκεῖ κύριος ἐν λαῷ αὐτοῦ καὶ ὑψώσει πραεῖς ἐν σωτηρίᾳ.                               | Quia beneplacitum est Domino in populo suo et exaltabit mansuetos in salute | Господь бо благоволить народові своєму, оздоблює перемогою покірних.        |
| 5    | יַעְלְזוּ חֲסִידִים בְּכָבוֹד; יְרַנְּנוּ, עַל-מִשְׁכְּבוֹתָם              | 5καυχήσονται ὅσιοι ἐν δόξῃ καὶ ἀγαλλιάσονται ἐπὶ τῶν κοιτῶν αὐτῶν·                          | Exultabunt sancti in gloria laetabuntur in cubilibus suis                   | Хай торжествують праведні у славі, на своїх ложах хай ликують.              |
| 6    | רוֹמְמוֹת אֵל, בִּגְרוֹנָם; וְחֶרֶב פִּיפִיּוֹת בְּיָדָם                | αἱ ὑψώσεις τοῦ θεοῦ ἐν τῷ λάρυγγι αὐτῶν, καὶ ῥομφαῖαι δίστομοι ἐν ταῖς χερσὶν αὐτῶν         | Exaltationes Dei in gutture eorum et gladii ancipites in manibus eorum      | Хай хвала Божа буде на устах у них і двосічний меч у руці в них,            |
| 7    | לַעֲשׂוֹת נְקָמָה, בַּגּוֹיִם; תּוֹכֵחוֹת, בַּלְאֻמִּים                  | τοῦ ποιῆσαι ἐκδίκησιν ἐν τοῖς ἔθνεσιν, ἐλεγμοὺς ἐν τοῖς λαοῖς,                              | Ad faciendam vindictam in nationibus increpationes in populis               | щоб між народами вчинити відплату, між племенами — покарання;               |
| 8    | לֶאְסֹר מַלְכֵיהֶם בְּזִקִּים; וְנִכְבְּדֵיהֶם, בְּכַבְלֵי בַרְזֶל            | τοῦ δῆσαι τοὺς βασιλεῖς αὐτῶν ἐν πέδαις καὶ τοὺς ἐνδόξους αὐτῶν ἐν χειροπέδαις σιδηραῖς,    | Ad alligandos reges eorum in conpedibus et nobiles eorum in manicis ferreis | щоб їх царів забити у кайдани, а їхніх вельмож — у залізні пута,            |
| 9    | לַעֲשׂוֹת בָּהֶם, מִשְׁפָּט כָּתוּב-- הָדָר הוּא, לְכָל-חֲסִידָיו:הַלְלוּ-יָהּ | τοῦ ποιῆσαι ἐν αὐτοῖς κρίμα ἔγγραπτον· δόξα αὕτη ἐστὶν πᾶσι τοῖς ὁσίοις αὐτοῦ.              | Ut faciant in eis iudicium conscriptum gloria haec est omnibus sanctis eius | щоб суд написаний над ними учинити. Це слава всіх його преподобних! Алилуя. |

## Літургійне використання

### Католицька церква
Псалом є одним із хвалебних псалмів. Псалом 149 зачитувався або співався разом з псалмом 148 та 150 щодня під час урочистих утрень відповідно до Статуту Бенедикта (530AD).
У Літургій годин псалом 149 використовується у римському обряді на недільних лаудах першого тижня. Його також використовують на свята та протягом урочистих тижнів. У євхаристійній літургії псалом є частиною Богослужіння у суботу перед Богоявленням або до 7 січня, а на Великдень — у понеділок шостого тижня.

### Англіканська церква
В англіканських ранкових молитвах псалом 149 є рекомендованим гімном прослави по четвергах.

### Юдаїзм
Псалом 149 читається повністю у частині «Хвалебних віршів» під час ранкових молитов. Традиційно цей псалом читається разом з псалмами 145, 146, 147, 148 та 150 — п'ятьма заключними розділами Книги псалмів, які читаються повністю під час ранкових молитов. Ці псалми належать до «хвалебних» псалмів, які виражають хвалу Богові. 5-й вірш читається після проказування Мішна для тих, хто вирушає у дорогу.

## Дивись також
Неофіти (поема) — Псалом новий Господеві... — Тут використано текст Шевченкового переспіву 149-го псалма з циклу «Давидові псалми».